# Hermann Radermacher
Heinrich Arnold Hermann Radermacher (* 2. November 1839 in Neuwied; † 16. Februar 1901 ebenda) war ein deutscher Landwirt und Politiker.

## Leben
Radermacher war der Sohn des Kaufmanns, Bierbrauer und Branntweinbrenner und Ökonom Hermann Radermacher (* 2. März 1803 Neuwied; † 5. Dezember 1862 ebenda) und dessen Ehefrau Helene geborene Breithecker (* [1806] in Alzey [Heirat in Diez nach dem 15. April 1832]; † 20. Dezember 1888 in Neuwied). Er war reformierter Konfession und heiratete am 31. Mai 1865 in Heddesdorf Isabella Maria Susanna von Runkel (* 16. Januar 1840 in Koblenz; † 21. Mai 1923 in Neuwied), die Enkelin von Friedrich von Runkel.
Radermacher lebte als Landwirt in Neuwied. Er war dort von 1874 bis zu seinem Tod 1901 Stadtverordneter und von 1876 bis zu seinem Tod 1901 Erster Beigeordneter. Daneben war er Erster Kreisdeputierter, Vorsitzender in der Deputation der Gas-, Wasser- und Elektrizitätswerke, Vorsitzende in der städtischen Service-Deputation und im Wasserrat sowie Vorsteher des Eich-Amtes.
Von 1881 bis 1888 war er Abgeordneter im Provinziallandtag der Rheinprovinz. Er wurde im Stand der Städte und im Wahlkreis Ehrenbreitstein, Vallendar, Bendorf, Neuwied, Linz, Wetzlar und Braunfels gewählt. Auch nach der Wahlrechtsreform 1888 blieb er bis zu seinem Tod 1901 Abgeordneter, nun gewählt durch den Kreistag.